# Rennellsolfjäderstjärt
Rennellsolfjäderstjärt (Rhipidura rennelliana) är en fågel i familjen solfjäderstjärtar inom ordningen tättingar.

## Utbredning och systematik
Fågeln är endemisk för skogarna på ön Rennell i ögruppen Salomonöarna. Den behandlas som monotypisk, det vill säga att den inte delas in i några underarter.

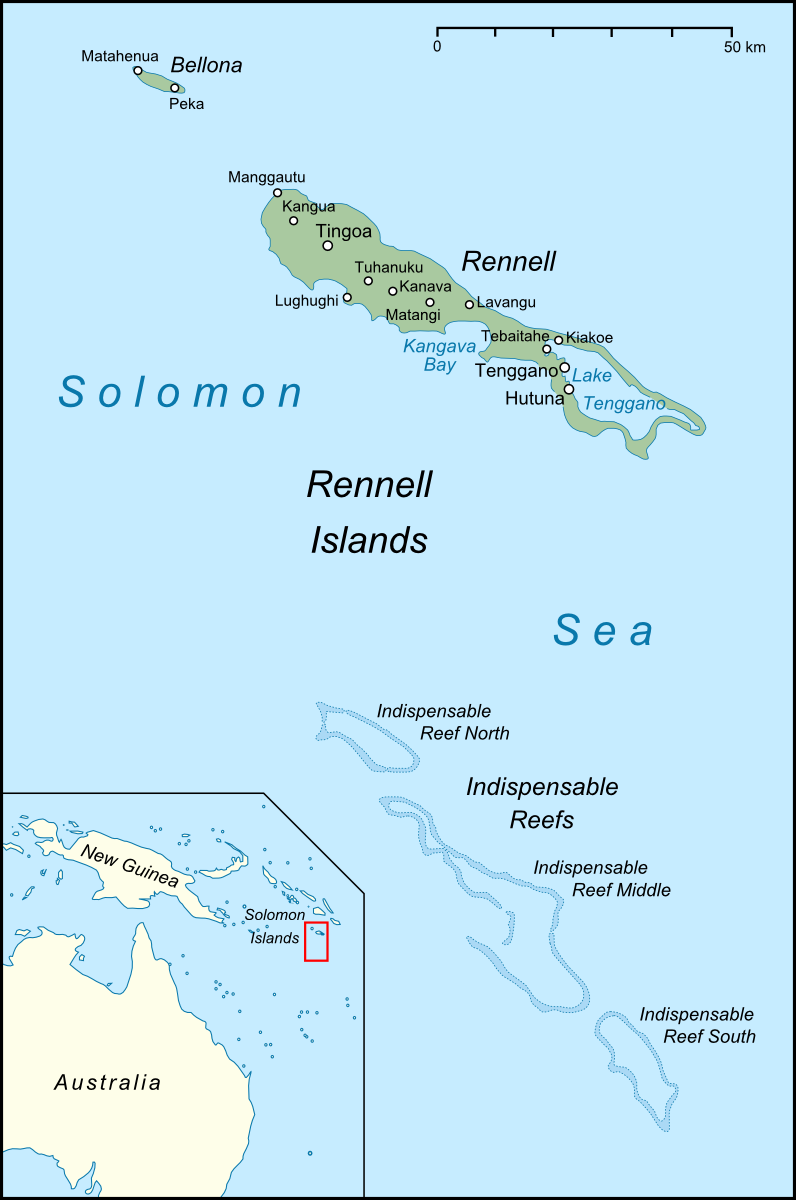
Fågeln förekommer enbart på Rennell i södra Salomonöarna.

## Status
IUCN kategoriserar arten som livskraftig.